# Marblepsis
Marblepsis este un gen de molii din familia Lymantriinae.